# Ekekheria
Ekekheria, a la mitologia grega, era l'esperit i personificació de la treva, armistici, i cessament d'hostilitats; i també se'n feia ús per referir-se a la treva olímpica. A Olímpia hi havia una estàtua on la divinitat coronava a Ífit d'Elis.